# Världscupen i längdåkning 1999/2000
Världscupen i längdåkning 1999/2000 inleddes i Kiruna den 27 november 1999 och avslutades i Bormio i Italien den 19 mars 2000. Vinnare av totala världscupen blev Johann Mühlegg från Spanien på herrsidan och Bente Skari från Norge på damsidan.

## Herrar

### Individuella tävlingar
| Datum            | Plats                  | Disciplin                           | Etta                  | Tvåa                | Trea                  |
| ---------------- | ---------------------- | ----------------------------------- | --------------------- | ------------------- | --------------------- |
| 27 november 1999 | Kiruna                 | 10 kilometer klassisk               | Odd-Bjørn Hjelmeset   | Thomas Alsgaard     | Ivan Batory           |
| 28 november 1999 | Kiruna                 | 4 x 10 kilometer stafett (fristil)  |                       |                     |                       |
| 10 december 1999 | Sappada                | 15 kilometer fristil                | Johann Mühlegg        | Stephan Kunz        | Christian Hoffmann    |
| 11 december 1999 | Sappada                | 10 kilometer masstart               | Thomas Alsgaard       | Espen Bjervig       | Stephan Kunz          |
| 18 december 1999 | Davos                  | 30 kilometer klassisk               | Frode Estil           | Espen Bjervig       | Niklas Jonsson        |
| 19 december 1999 | Davos                  | 4 x 10 kilometer stafett (klassisk) |                       |                     |                       |
| 27 december 1999 | Engelberg              | Sprint, klassisk                    | Fabio Maj             | Espen Bjervig       | Odd-Bjørn Hjelmeset   |
| 28 december 1999 | Garmisch-Partenkirchen | Sprint, klassisk                    | Peter Schlickenrieder | Håvard Solbakken    | Martin Koukal         |
| 29 december 1999 | Kitzbühel              | Sprint, fristil                     | Morten Brørs          | Håvard Solbakken    | Håvard Bjerkeli       |
| 9 januari 2000   | Moskva                 | 30 kilometer fristil                | Johann Mühlegg        | Thomas Alsgaard     | Stephan Kunz          |
| 12 januari 2000  | Nové Město na Moravě   | 15 kilometer klassisk               | Thomas Alsgaard       | Johann Mühlegg      | Harri Kirvesniemi     |
| 13 januari 2000  | Nové Město na Moravě   | 4 x 10 kilometer stafett (masstart) |                       |                     |                       |
| 2 februari 2000  | Trondheim              | 10 kilometer fristil                | Mika Myllylä          | Per Elofsson        | Pietro Piller Cottrer |
| 5 februari 2000  | Lillehammer            | 10+10                               | Jari Isometsä         | Johann Mühlegg      | Mikhail Botvinov      |
| 16 februari 2000 | Ulrichen               | 10 kilometer fristil                | Jari Isometsä         | Per Elofsson        | René Sommerfeldt      |
| 20 februari 2000 | Lamoura                | 72 kilometer fristil (masstart)     | Johann Mühlegg        | Per Elofsson        | Juan J. Gutierrez     |
| 26 februari 2000 | Falun                  | 15 kilometer fristil                | Odd-Bjørn Hjelmeset   | Jari Isometsä       | Pietro Piller Cottrer |
| 27 februari 2000 | Falun                  | 4 x 10 kilometer stafett (fristil)  |                       |                     |                       |
| 28 februari 2000 | Stockholm              | Sprint, klassisk                    | Johann Mühlegg        | Tore Bjonviken      | Håvard Solbakken      |
| 3 mars 2000      | Lahtis                 | Sprint, fristil                     | Cristian Zorzi        | Morten Brørs        | Silvio Fauner         |
| 4 mars 2000      | Lahtis                 | 4 x 10 kilometer stafett            |                       |                     |                       |
| 5 mars 2000      | Lahtis                 | 30 kilometer klassisk (masstart)    | Michail Ivanov        | Fabio Maj           | Vladimir Vilisov      |
| 8 mars 2000      | Oslo                   | Sprint, klassisk                    | Odd-Bjørn Hjelmeset   | Jens Arne Svartedal | Trond Iversen         |
| 11 mars 2000     | Oslo                   | 50 kilometer klassisk               | Harri Kirvesniemi     | Michail Ivanov      | Mikhail Botvinov      |
| 17 mars 2000     | Bormio                 | 10 kilometer klassisk               | Erling Jevne          | Odd-Bjørn Hjelmeset | Frode Estil           |
| 19 mars 2000     | Bormio                 | 15 kilometer jaktstart, fristil     | Jari Isometsä         | Johann Mühlegg      | Per Elofsson          |

### Slutställning
| Placering | Namn                | Land          | Total Poäng |
| --------- | ------------------- | ------------- | ----------- |
| 1         | Johann Mühlegg      | Spanien       | 948         |
| 2         | Jari Isometsä       | Finland       | 708         |
| 3         | Odd-Bjørn Hjelmeset | Norge         | 586         |
| 4         | Per Elofsson        | Sverige       | 536         |
| 5         | Thomas Alsgaard     | Norge         | 461         |
| 6         | Fabio Maj           | Italien       | 401         |
| 7         | Stephan Kunz        | Liechtenstein | 378         |
| 8         | Espen Bjervig       | Norge         | 371         |
| 9         | Mikhail Botvinov    | Österrike     | 362         |
| 10        | Cristian Zorzi      | Italien       | 359         |

## Damer

### Individuella tävlingar
| Datum            | Plats                  | Disciplin                          | Etta              | Tvåa              | Trea                |
| ---------------- | ---------------------- | ---------------------------------- | ----------------- | ----------------- | ------------------- |
| 27 november 1999 | Kiruna                 | 5 kilometer klassisk               | Bente Skari       | Anita Moen        | Kristina Šmigun     |
| 28 november 1999 | Kiruna                 | 4 x 5 kilometer stafett (fristil)  |                   |                   |                     |
| 10 december 1999 | Sappada                | 10 kilometer fristil               | Kristina Šmigun   | Larisa Lazutina   | Julia Tjepalova     |
| 12 december 1999 | Sappada                | 7,5 kilometer fristil              | Larisa Lazutina   | Nina Gavriljuk    | Olga Danilova       |
| 18 december 1999 | Davos                  | 15 kilometer klassisk              | Olga Danilova     | Larisa Lazutina   | Bente Skari         |
| 19 december 1999 | Davos                  | 4 x 5 kilometer stafett (klassisk) |                   |                   |                     |
| 27 december 1999 | Engelberg              | Sprint, klassisk                   | Nina Gavriljuk    | Anita Moen        | Svetlana Nagejkina  |
| 28 december 1999 | Garmisch-Partenkirchen | Sprint, fristil                    | Kristina Šmigun   | Bente Skari       | Kateřina Neumannová |
| 29 december 1999 | Kitzbühel              | Sprint, fristil                    | Bente Skari       | Maj Helen Sorkmo  | Anita Moen          |
| 8 januari 2000   | Moskva                 | 15 kilometer fristil               | Kaisa Varis       | Kristina Šmigun   | Nina Gavriljuk      |
| 12 januari 2000  | Nové Město             | 10 kilometer klassisk              | Larisa Lazutina   | Kristina Šmigun   | Bente Skari         |
| 13 januari 2000  | Nové Město             | 4 x 5 kilometer stafett (masstart) |                   |                   |                     |
| 2 februari 2000  | Trondheim              | 5 kilometer fristil                | Stefania Belmondo | Nina Gavriljuk    | Julia Tjepalova     |
| 5 februari 2000  | Lillehammer            | 5+5 kilometer fristil              | Larisa Lazutina   | Olga Danilova     | Svetlana Nagejkina  |
| 16 februari 2000 | Ulrichen               | 5 kilometer fristil                | Kristina Šmigun   | Stefania Belmondo | Sabina Valbusa      |
| 20 februari 2000 | Lamoura                | 44 kilometer fristil (masstart)    | Stefania Belmondo | Kristina Šmigun   | Larisa Lazutina     |
| 26 februari 2000 | Falun                  | 10 kilometer fristil               | Julia Tjepalova   | Stefania Belmondo | Larisa Lazutina     |
| 27 februari 2000 | Falun                  | 4 x 5 kilometer stafett (fristil)  |                   |                   |                     |
| 28 februari 2000 | Stockholm              | Sprint, klassisk                   | Bente Skari       | Pirjo Manninen    | Kati Sundqvist      |
| 3 mars 2000      | Lahtis                 | Sprint, fristil                    | Kristina Šmigun   | Bente Skari       | Kaisa Varis         |
| 4 mars 2000      | Lahtis                 | 4 x 5 kilometer stafett (masstart) |                   |                   |                     |
| 5 mars 2000      | Lahtis                 | 15 kilometer klassisk (masstart)   | Larisa Lazutina   | Bente Skari       | Anita Moen          |
| 8 mars 2000      | Oslo                   | Sprint, klassisk                   | Bente Skari       | Pirjo Manninen    | Anita Moen          |
| 11 mars 2000     | Oslo                   | 30 kilometer klassisk              | Olga Danilova     | Larisa Lazutina   | Kaisa Varis         |
| 17 mars 2000     | Bormio                 | 5 kilometer klassisk               | Bente Skari       | Olga Danilova     | Kaisa Varis         |
| 18 mars 2000     | Bormio                 | 10 kilometer jaktstart, fristil    | Julia Tjepalova   | Stefania Belmondo | Kaisa Varis         |

### Slutställning
| Placering | Namn              | Land     | Total Poäng |
| --------- | ----------------- | -------- | ----------- |
| 1         | Bente Skari       | Norge    | 1176        |
| 2         | Kristina Smigun   | Estland  | 1165        |
| 3         | Larisa Lazutina   | Ryssland | 1008        |
| 4         | Olga Danilova     | Ryssland | 880         |
| 5         | Nina Gavriljuk    | Ryssland | 857         |
| 6         | Stefania Belmondo | Italien  | 820         |
| 7         | Julia Tjepalova   | Ryssland | 712         |
| 8         | Kaisa Varis       | Finland  | 680         |
| 9         | Anita Moen        | Norge    | 665         |
| 10        | Olga Savjalova    | Ryssland | 430         |